# Berlin-Neukölln
Berlin-Neukölln [ˌnɔɪ̯ˈkœln]  est un quartier du centre-sud de Berlin, faisant partie de l'arrondissement de Neukölln. Lors de la création du Grand Berlin en 1920, Neukölln, qui portait le nom officiel de Rixdorf jusqu'en 1912, formait alors l'une des sept villes indépendantes qui furent annexées à la capitale. Pendant la séparation de la ville, Neukölln faisait partie de Berlin-Ouest. Ce quartier urbain à construction dense se compose surtout de bâtiments résidentiels du début du siècle dernier.

## Géographie

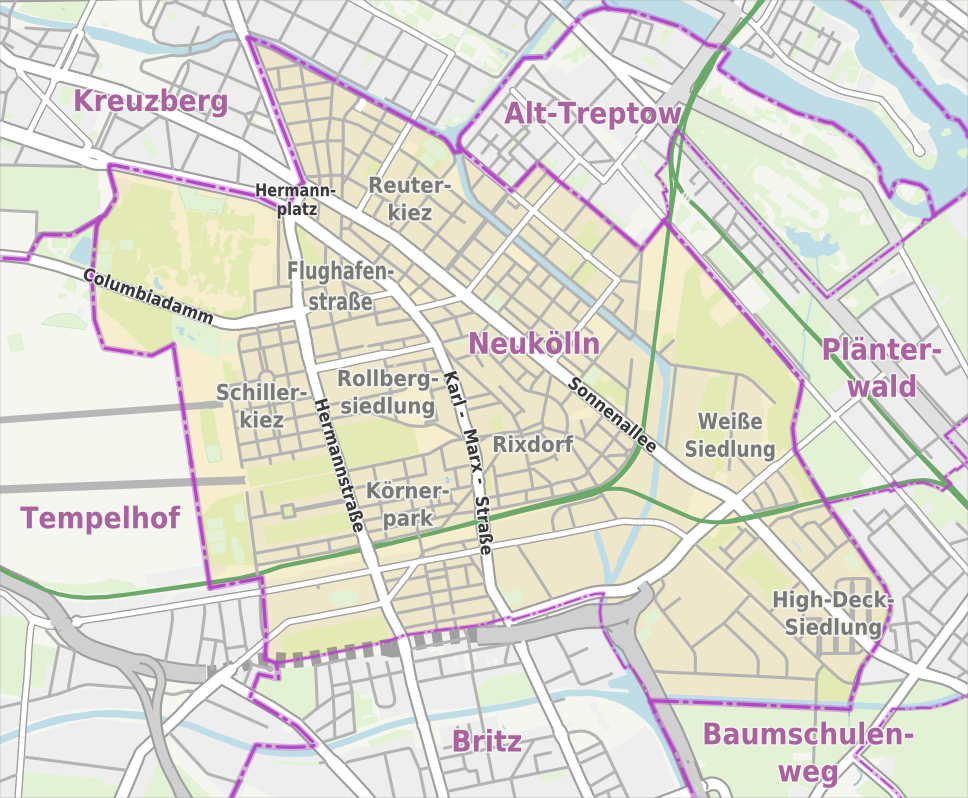
Carte de Neukölln et des quartiers limitrophes.

Le quartier est situé sur les côtes sud  de la vallée proglaciaire de Berlin et les pentes adjacentes du plateau de Teltow. Il confine aux arrondissements de Tempelhof-Schöneberg à l'ouest, de Friedrichshain-Kreuzberg au nord, et de Treptow-Köpenick à l'est. Au sud, il confine au quartier de Britz.
Le Ringbahn (petite ceinture) du S-Bahn ainsi que les lignes 7 et 8 du métro de Berlin traversent le quartier. Les zones résidentielles étendues longent les artères routières de Hermannstraße, Karl-Marx-Straße et Sonnenallee qui commencent toutes à partir de la Hermannplatz au nord.

## Population
Le quartier comptait 166 504 habitants le 1er janvier 2017 selon le registre des déclarations domiciliaires, ce qui en fait le quartier le plus peuplé de l'arrondissement de Neukölln.
Quartier modeste, peuplé par une proportion significative d'immigrants turcs, russes et polonais, Neukölln est, depuis les années 2010, témoin d'une gentrification particulièrement accélérée liée à l'arrivant d'étudiants, de jeunes cadres et de jeunes actifs travaillant dans les professions créatives.

## Curiosités

### Lieux de culte
- Basilique Saint-Jean (1897), cathédrale de l'ordinariat militaire catholique d'Allemagne
- Église Sainte-Claire (1897)
- Église Saint-Édouard (1907)
- Mosquée Şehitlik de Berlin (2005)

### Parcs, cimetières et bâtiments
- Mairie de Neukölln
- Volkspark Hasenheide
- Stadtbad Neukölln

### Cours d'eau
- Landwehrkanal
- Canal navigable de Neukölln
- Canal de Britz

## Transports

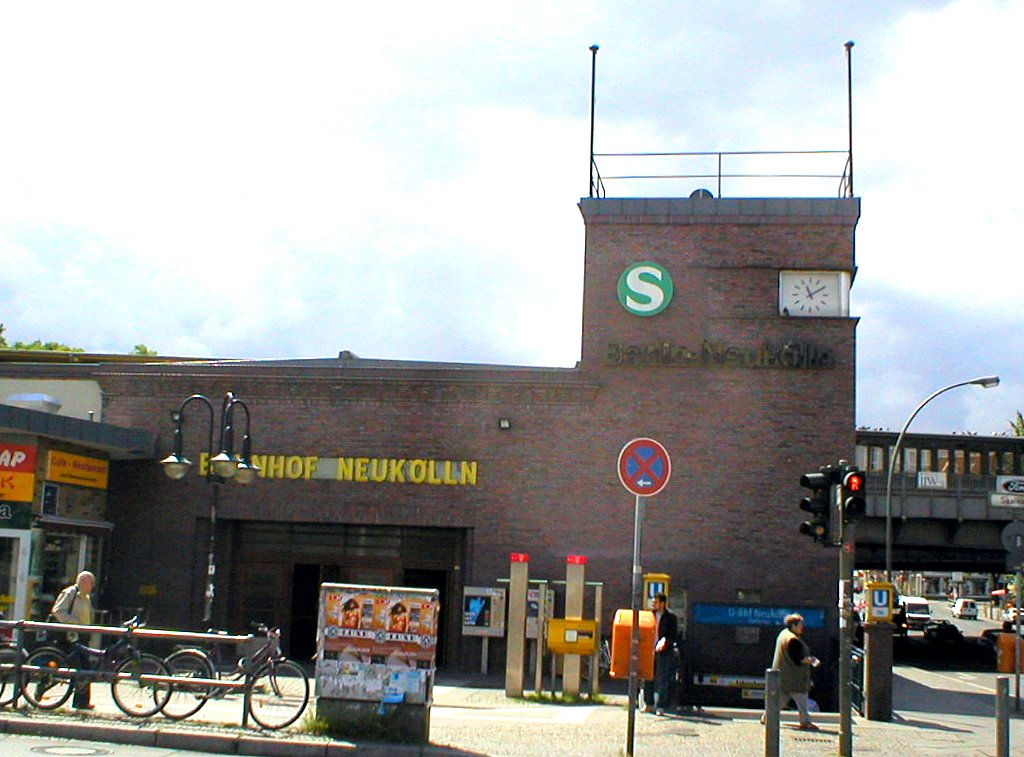
Gare de Berlin-Neukölln.

### Gares de S-Bahn
| Ringbahn : Hermannstraße Berlin-Neukölln | Ringbahn : Sonnenallee | : Köllnische Heide |

### Stations de métro
| : Hermannplatz Rathaus Neukölln Karl-Marx-Straße Neukölln | : Schönleinstraße Hermannplatz Boddinstraße Leinestraße Hermannstraße |

### Lignes d'autobus
- M29: U Hermannplatz – Grunewald, Roseneck
- M41: Sonnenallee/Baumschulenstraße – Gare centrale (S+U Hauptbahnhof)
- M43: U Berliner Straße – Stralau, Tunnelstraße
- M44: Buckow-Süd, Stuthirtenweg – S+U Hermannstraße. Et le N8 nocturne sur le même tracé jusqu'à Wittenau
- 166: U Boddinstraße – S Schöneweide
- 171: U Hermannplatz – Aéroport de Schönefeld (S Flughafen Berlin-Schönefeld)
- 194: U Hermannplatz – Marzahn, Helene-Weigel-Platz
- 246: U Friedrich-Wilhelm-Platz – S+U Hermannstraße
- 277: S+U Hermannstraße – Marienfelde, Stadtrandsiedlung
- 341: S Köllnische Heide – Nobelstr./Bergiusstr. – S Köllnische Heide
- 370: Neukölln, Am Oberhafen – S+U Hermannstraße
- 377: S Plänterwald – S+U Hermannstraße

## Personnalités
- Walter Moras (1856–1925), peintre ;
- Reinhard Sorge (1892–1916), poète ;
- Max Fechner (1892–1973), homme politique ;
- Will Meisel (1897–1967), danseur, compositeur et éditeur ;
- Lotte Ulbricht (1903–2002), femme politique, épouse de Walter Ulbricht ;
- Gerhard Winkler (1906–1977), compositeur ;
- Wilhelm Borchert (1907–1990), acteur ;
- Inge Meysel (1910–2004), actrice ;
- Klaus Gysi (1912–1999), homme politique ;
- Hans-Georg Mannaberg (1912–1942), résistant ;
- Grete Walter (1913–1935), résistante ;
- Mady Rahl (1915–2009), actrice ;
- Wolfgang Kieling (1924–1985), acteur ;
- Horst Buchholz (1933–2003), acteur ;
- Jutta Limbach (1934–2016),  juriste et universitaire ;
- Frank Zander (né en 1942), musicien ;
- Gesine Cukrowski (née en 1968), actrice ;
- Antonio Rüdiger (né en 1993), footballeur.

## Dans la culture
Le quartier inspira à David Bowie son morceau instrumental Neuköln (en), paru sur l'album "Heroes" (1977). Le chanteur résidait alors à Schöneberg, quartier voisin. Composé en collaboration avec Brian Eno, le morceau est l'une des trois pièces purement instrumentales de l'album et reflète, selon certains critiques, le sentiment de déracinement des immigrés turcs qui composent une part importante de la population du quartier. Ainsi, le final du morceau, quelques notes perçantes de saxophone interprétées par Bowie, semble retentir « d'un port solitaire, comme perdu dans le brouillard ».